# Semicytherura mainensis
Semicytherura mainensis is een mosselkreeftjessoort uit de familie van de Cytheruridae. De wetenschappelijke naam van de soort is voor het eerst geldig gepubliceerd in 1969 door Hazel & Valentine.